# Bruno Rezende
Bruno Mossa Rezende; znany jako Bruno lub Bruninho; (ur. 2 lipca 1986 w Rio de Janeiro) – brazylijski siatkarz, reprezentant kraju, grający na pozycji rozgrywającego. 

Poznałam Bruno w Katowicach w 2007 roku – skromny, nieco nieśmiały, w cieniu ojca Bernardo i Ricardo, siatkarskiego geniusza i jednego z liderów Kanarków. Bruninho musiał więc walczyć o sławę, o uznanie, o sprostanie oczekiwaniom. Do dziś pozostał dumny, oddany siatkówce, pełen pasji, zaangażowania, walki, finezji, sportowej fantazji

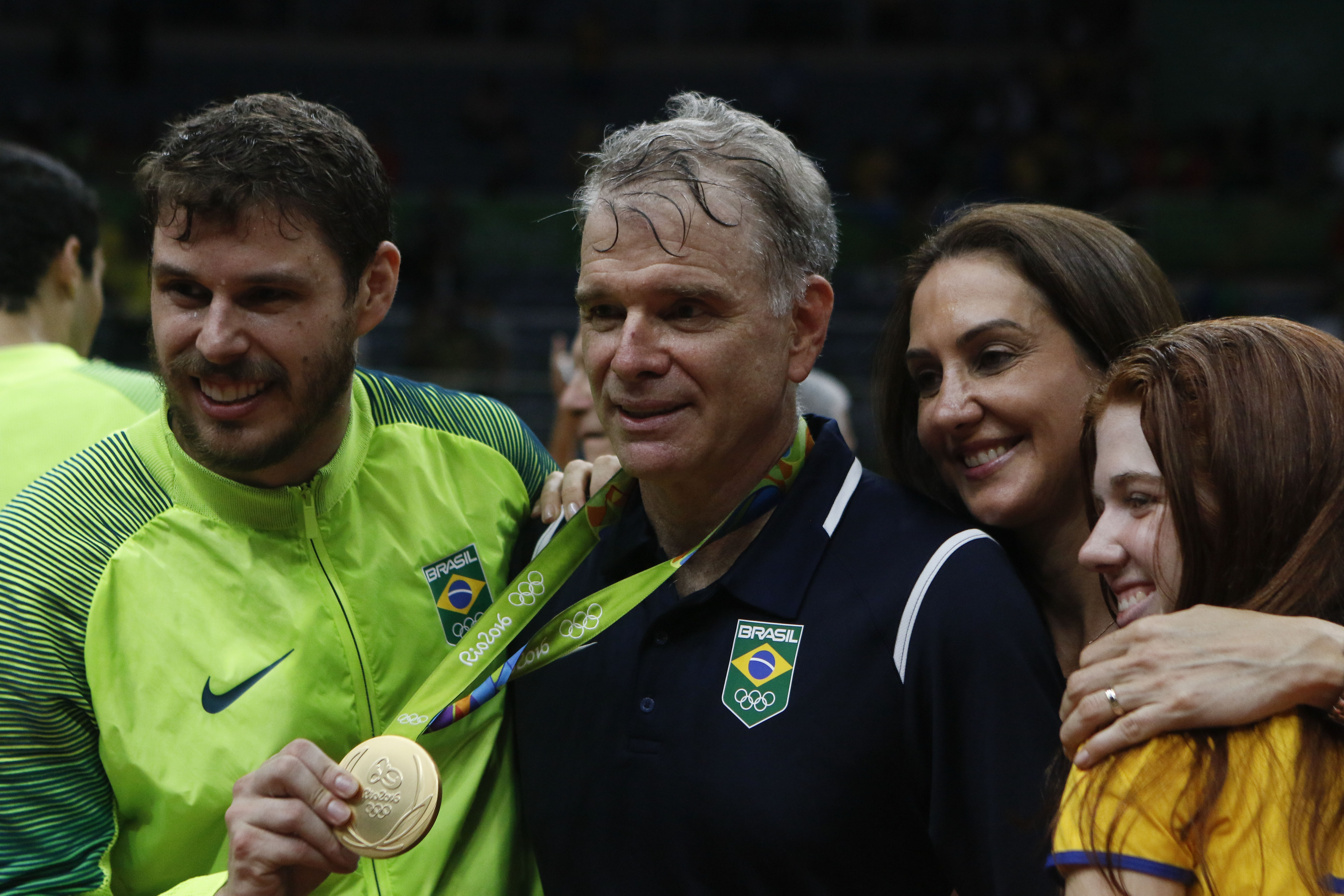
Bruno Rezende z ojcem (Bernardo Rezende)

W 2021 roku został wybrany do niesienia flagi swojego kraju w trakcie ceremonii otwarcia Igrzysk Olimpijskich w Tokio.
Po Igrzyskach Olimpijskich 2024 w Paryżu postanowił zakończyć występy w reprezentacji Brazylii.
17 lipca 2024 roku miała miejsce premiera jego książki autobiografii pt. „Bruno Rezende. Od ciemności do złota”.

## Życie prywatne
Jest synem Bernardo Rezende, byłego siatkarza i trenera męskiej reprezentacji Brazylii (a także Rio de Janeiro Volei Clube) i Very Mossy, byłej brazylijskiej siatkarki. Jego macochą jest Fernanda Venturini, druga i obecna żona Bernardinho.

### Rodzeństwo
Ze strony matki:
- starszy brat Edson ’’Edinho’’ (ur. 1981) (z pierwszym mężem koszykarzem Éder Mundt Leme)
- młodsza siostra Luisa (z trzecim mężem)

Ze strony ojca:
- młodsza siostra Julia (ur. 2002) (z drugą żoną Fernanda Venturini)
- młodsza siostra Vitória (ur. 2009) (z drugą żoną Fernanda Venturini)

## Sukcesy reprezentacyjne
| Osiągnięcie                      | Trofeum               | Rok                                                 |
| Mistrzostwa Świata Juniorów      | srebro                | 2005                                                |
| Liga Światowa                    | złoto · srebro        | 2006, 2007, 2009, 2010 2011, 2013, 2014, 2016, 2017 |
| Igrzyska Panamerykańskie         | złoto                 | 2007, 2011                                          |
| Puchar Ameryki                   | srebro                | 2007, 2008                                          |
| Mistrzostwa Ameryki Południowej  | złoto · srebro        | 2007, 2011, 2013, 2015, 2017, 2021 2023             |
| Puchar Świata                    | złoto · brąz          | 2007, 2019 2011                                     |
| Igrzyska Olimpijskie             | złoto · srebro        | 2016 2008, 2012                                     |
| Puchar Wielkich Mistrzów         | złoto                 | 2009, 2013, 2017                                    |
| Memoriał Huberta Jerzego Wagnera | złoto                 | 2010, 2019                                          |
| Mistrzostwa Świata               | złoto · srebro · brąz | 2010 2014, 2018 2022                                |
| Liga Narodów                     | złoto                 | 2021                                                |

## Sukcesy klubowe
| Osiągnięcie                             | Trofeum               | Sezon/Rok                                                                                                  |
| Mistrzostwo Brazylii                    | złoto · srebro · brąz | 2003/2004, 2005/2006, 2007/2008, 2008/2009, 2009/2010, 2012/2013, 2020/2021 2006/2007, 2024/2025 2016/2017 |
| Klubowe Mistrzostwa Ameryki Południowej | brąz                  | 2012/2013                                                                                                  |
| Puchar Włoch                            | złoto                 | 2014/2015, 2015/2016, 2019/2020                                                                            |
| Mistrzostwo Włoch                       | złoto · srebro        | 2015/2016, 2018/2019 2014/2015                                                                             |
| Superpuchar Włoch                       | złoto                 | 2015 |
| Klubowe Mistrzostwa Świata              | złoto · srebro        | 2019 2018                                                                                                  |
| Liga Mistrzów                           | złoto                 | 2018/2019                                                                                                  |
| Superpuchar Brazylii                    | złoto                 | 2020 |
| Puchar CEV                              |                       | 2022/2023                                                                                                  |

## Nagrody indywidualne
- 2006: Najlepszy rozgrywający brazylijskiej Superligi
- 2007: Najlepszy rozgrywający brazylijskiej Superligi
- 2007: Najlepszy rozgrywający Pucharu Ameryki
- 2007: Najlepszy rozgrywający Mistrzostw Ameryki Południowej
- 2008: Najlepszy rozgrywający brazylijskiej Superligi
- 2009: MVP Mistrzostw Ameryki Południowej
- 2009: Najlepszy rozgrywający Pucharu Wielkich Mistrzów
- 2010: MVP brazylijskiej Superligi
- 2011: Najlepszy rozgrywający Igrzysk Panamerykańskich
- 2013: Najlepszy rozgrywający Ligi Światowej[16]
- 2013: Najlepszy rozgrywający Mistrzostw Ameryki Południowej[17]
- 2013: Najlepszy rozgrywający Pucharu Wielkich Mistrzów
- 2015: Najlepszy rozgrywający Mistrzostw Ameryki Południowej
- 2016: Najlepszy rozgrywający Igrzysk Olimpijskich w Rio de Janeiro
- 2017: Najlepszy rozgrywający Mistrzostw Ameryki Południowej
- 2019: Najlepszy rozgrywający Klubowych Mistrzostw Świata
- 2021: MVP i najlepszy rozgrywający Mistrzostw Ameryki Południowej